# District d'Ashok Nagar
Le district d'Ashok Nagar  (hindi : अशोकनगर जिला) est un district  de l'état du Madhya Pradesh, en Inde,

## Géographie
Au recensement de 2011, sa population compte 844 979 habitants.
Son chef-lieu est la ville de Ashok Nagar. 